# Сан-Домингус-дас-Дорис
Сан-Домингус-дас-Дорис (порт. São Domingos das Dores) — муниципалитет в Бразилии, входит в штат Минас-Жерайс. Составная часть мезорегиона Вали-ду-Риу-Доси. Входит в экономико-статистический микрорегион Каратинга. Население составляет 5794 человека на 2006 год. Занимает площадь 61,157 км². Плотность населения — 94,7 чел./км².

## Статистика
- Валовой внутренний продукт на 2003 год составляет 18 951 049,00 реалов (данные: Бразильский институт географии и статистики).
- Валовой внутренний продукт на душу населения на 2003 год составляет 3434,41 реалов (данные: Бразильский институт географии и статистики).
- Индекс развития человеческого потенциала на 2000 год составляет 0,723 (данные: Программа развития ООН).